# Commission colombienne de l'espace
La Commission colombienne de l'espace (espagnol : Comisión Colombiana del Espacio), ou CCE, est l'agence du gouvernement de la Colombie pour ce qui concerne la recherche sur la Terre et l'espace.
Créée par le décret présidentiel 2442 du 18 juillet 2006, elle est sous la tutelle de l'institut géographique Agustín Codazzi.

## Satellites colombiens
- Libertad I (es), 2007
- Satcol (es), 2010